# KOI-1686.01
KOI-1686.01 était une exoplanète candidate dont l'existence a été officiellement réfutée. L'hypothèse de son existence a été annoncée le 7 janvier 2013 dans le cadre de la mission Kepler de la NASA mais démentie en 2015, confirmant qu'il s'agissait d'un faux positif. Si elle avait existé cette exoplanète aurait été l'une des plus similaires à la Terre qui fut détectée à cette époque, avec un rayon de 1,33 fois celui de la Terre. L'étoile autour de laquelle était supposée orbiter l'exoplanète est KOI-1686 (KIC 6149553, 2MASS J19540173+4128445), qui est plus petite et plus froide que le Soleil, à une distance de 1 034 années-lumière de la Terre.

## Caractéristiques
KOI-1686.01 était supposée avoir une distance moyenne à son étoile hôte de 0.23 UA, et résider à l'intérieur de la zone habitable, là où la présence d'eau liquide est possible en surface. La température d'équilibre de la planète aurait été de 245 K (−28 °C). Le Laboratoire d'Habitabilité Planétaire (Planetary Habitability Laboratory) calcula la température de surface moyenne autour des 296 K, soit environ 23 °C, un peu plus haute que la température moyenne de la Terre (15 °C). Elle aurait été caractérisée par un indice de similarité avec la Terre de 0,93, soit l'un des plus élevés parmi les exoplanètes candidates.